# ئی. دبلیو. همونس
ئی. دبلیو. هَمونس (انگلیسی: E. W. Hammons؛ ۲ دسامبر ۱۸۸۲ – ۳۱ ژوئیه ۱۹۶۲) تهیه‌کننده فیلم اهل ایالات متحده آمریکا بود.
از فیلم‌هایی که وی در آن‌ها نقش داشته‌است، می‌توان به ساده‌لوحی از پادوکا، اَلیوپ ، شبح طلا، فیلم‌ها، آیرن میول، ویندی رایلی به هالیوود می‌رود، به خنده‌ات ادامه بده و کراکاتوآ اشاره نمود.